# Lorenzo Remedi
Lorenzo Remedi, född 7 juni 1991 i Viareggio, är en italiensk fotbollsspelare som spelar för lån från Livorno. 

## Karriär
Lorenzo Remedi inledde karriären i Viareggio i hemstaden  Viareggio, men värvades som 18-åring av Livorno. Efter en säsong med klubbens primaveralag lånades Remedi 2011 ut till Serie D-laget Pontedera. Remedi gjorde en bra säsong för Pontedera och spelade 31 matcher. Under sommaren 2011 deltog han i Livornos försäsongsläger och imponerade då såpass mycket på tränaren Walter Novellino att han gavs en plats i klubbens a-lag säsongen 2011-2012. Remedi debuterade för Livorno i Coppa Italia 13 augusti mot Siracusa och i Serie B 27 augusti mot Crotone.
Under sin andra seniorsäsong med Livorno hade Remedi svårt att få speltid och i januari lånades han åter ut till Pontedera, som numera spelade i Lega Pro Seconda Divisione.
Sommaren 2013 lånades Remedi ut till Nocerina. Remedi var på planen vid det avbrutna derbyt mot Salernitana 10 november 2013. Han stängdes initialt av ett år i samband med att Nocerina uteslöts ur serien. Straffets kortades senare till åtta månader.
I augusti 2014 lånades Remedi ut igen, den här gången till Torres. Han återvände dock till Livorno under våren 2015.